# Sericania piattellai
Sericania piattellai är en skalbaggsart som beskrevs av Ahrens 2004. Sericania piattellai ingår i släktet Sericania och familjen Melolonthidae. Inga underarter finns listade i Catalogue of Life.